# بيت عثمان كتخدا
بيت عثمان كتخدا أو محب الدين الشافعي، أثر في صورة قاعة تخلفت عن منزل كبير أنشأه محب الدين الشافعي سنة 571 هـ / 1350م.
أوقفه الأمير «عثمان كتخدا القارذوغلي» بعد أن اشتراه سنة 1735م. عند تخطيط شارع بيت القاضي بالجمالية سنة 1873م في أيام الخديوي إسماعيل هُدم جزء كبير من المنزل ولم يبق منه سوى القاعة، وهي كبيرة مستطيلة تتكون من إيوانين بينهما دُرقاعة. توجد القاعة بشارع بيت القاضي بالجمالية.